# Halt im Gedächtnis Jesum Christ, BWV 67
Halt im Gedächtnis Jesum Christ, BWV 67 (Fes memòria de Jesucrist), és una cantata religiosa de Johann Sebastian Bach per al primer diumenge després de Pasqua, estrenada a Leipzig, el 16 d'abril de 1724.

## Origen i context
D'autor desconegut, encara que no es descarta que sigui del mateix Bach; el primer número conté un versicle de la Segona carta a Timoteu de Sant Pau, al número 4, la primera estrofa de l'himne Erschienen ist der herrlich Tag de Nikolaus Herman (1560), al número 6, la salutació de Jesús als deixebles Joan (20, 19) i en el coral final la primera estrofa de Du Friedefürst, Herr Jesu Christ de Jakob Ebert (1610). És una de les grans cantates de Bach i alhora de les més originals des del punt de vista formal. Tota l'obra és plena de fets relacionats amb la Resurrecció, reflexionant sobre el dubte temorenc i la confiança, fins que es troba la solució final, en la pau de Jesús. El text es basa en la incredulitat de Tomàs, narrat a l'evangeli del dia (Joan 20, 19-31), per tal d'expressar el dubte dels cristians, entre la temptació i el Redemptor que sempre lluita per ells; la representació culmina amb l'aparició, una mica teatral, de Jesús, “La pau sigui amb vosaltres” i en la professió de fe dels fidels a Crist, que aporta i preserva la pau sobre la terra i els seus cors. Per a aquest diumenge, el primer després de Pasqua anomenat Quasimodo, es conserva, a més, la cantata BWV 42.

## Anàlisi
Obra escrita per a contralt, tenor, baix i cor; trompa, dos oboès d'amor, corda i baix continu. Consta de set números amb una distribució simètrica al voltant del coral de Pasqua.
1. Cor: Halt im Gedächtnis Jesum Christ (Fes memòria de Jesucrist)
2. Ària (tenor): Mein Jesus ist erstanden (El meu Jesús ha ressuscitat!)
3. Recitatiu (contralt):  Mein Jesu, heissest du des Todes Gift (Jesús meu, tu que has revelat la ruïna de la mort)
4. Coral: Erschienen ist der herrlich Tag (Ja ha arribat el dia gloriós)
5. Recitatiu (contralt): Doch scheinet fast (És com si)
6. Ària (baix i cor): Friede sei mit euch!  (La pau sigui amb vosaltres!)
7. Coral:  Du Friedefürst, Herr Jesu Christ (Príncep de la Pau, Senyor Jesucrist)

En el cor inicial s'alternen passatges instrumentals, masses corals i fugues amb dos temes, un primer centrat en l'imperatiu Halt im Gedächtnis (fes memòria), seguit d'un segon que fa referència a la resurrecció der auferstanden ist von Toten (ressuscitat d'entre els morts) amb unes corxeres ascendents d'acord amb el text sobre la síl·laba aufer, que cauen una octava en cantar von den Toten; ambdós temes se superposen un a l'altre i es tracten com una doble fuga. A l'ària de tenor, número 2, on ja comencen a apareixen els dubtes, la segueixen dos recitatius de contralt, amb el coral al mig, que insisteixen en el triomf de la resurrecció de Jesús i la seva repercussió en la vida dels fidels. El número 6, és el punt culminat de l'obra, que si bé Bach denomina simplement com a ària, té una participació de totes les veus que dialoguen amb el baix (Jesús), que repeteix fins a quatre vegades “La pau sigui amb vosaltres”, mentre que el cor, a tres veus (soprano, contralt i tenor), canta cadascuna de les tres estrofes del text. Aquesta disposició, l'adaptà Bach al Glòria de la Missa luterana (BWV 234). Acaba la cantata amb el coral amb el text indicat. Té una durada aproximada d'un quart d'hora.

## Discografia seleccionada
- J.S. Bach: Das Kantatenwerk. Sacred Cantatas Vol. 4. Gustav Leonhardt, Knabenchor Hannover (Heinz Henning, director), Collegium Vocale Gent (Philippe Herreweghe, director), Leonhardt-Consort, Paul Esswood, Kurt Equiluz, Max van Egmond. (Teldec), 1994.
- J.S. Bach: The complete live recordings from the Bach Cantata Pilgrimage. CD 15: Johann-Sebastian-Bach-Kirche, Arnstadt; 29 i 30 d'abril de 2000. John Eliot Gardiner, Monteverdi Choir, English Baroque Soloists, Daniel Taylor, Charles Daniels, Stephen Varcoe. (Soli Deo Gloria), 2013.
- J.S. Bach: Complete Cantatas Vol. 7. Ton Koopman, Amsterdam Baroque Orchestra & Choir, Elisabeth von Magnus, Gerd Türk, Klaus Mertens. (Challenge Classics), 2004.
- J.S. Bach: Cantatas Vol. 18. Masaaki Suzuki, Bach Collegium Japan, Robin Blaze, Makoto Sakuda, Peter Kooij. (BIS), 2002.
- J.S. Bach: Church Cantatas Vol. 21. Helmuth Rilling, Gächinger Kantorei, Bach-Collegium Stuttgart, Hildegard Laurich, Adalbert Kraus, Philippe Huttenlocher. (Hänssler), 1999.
- J.S. Bach: Cantatas for the Liturgical Year Vol. 11. Sigiswald Kuijken, La Petite Bande, Petra Noskaiová, Christoph Genz, Jan Van der Crabben. (Accent), 2010.
- J.S. Bach: Cantatas BWV 67, 108 & 127. Karl Richter, Orchestra of the Münchner Staatsoper, Münchner Bach-Chor, Lilian Benningsen, Peter Pears, Kieth Engen. (Teldec), 1992.